# Danh sách đề cử và giải thưởng của Điệp vụ Boston
Dưới đây là danh sách đề cử và giải thưởng của phim Điệp vụ Boston.
| Giải thưởng                              | Hạng mục                                                      | Tên đề cử | Kết quả                  | Chú thích |
| ---------------------------------------- | ------------------------------------------------------------- | --- | ------------------------ | --------- |
| Giải Oscar                               | Phim xuất sắc nhất                                            | Graham King | Đoạt giải                | [ 1 ]     |
| Giải Oscar                               | Đạo diễn xuất sắc nhất                                        | Martin Scorsese | Đoạt giải                | [ 1 ]     |
| Giải Oscar                               | Nam diễn viên phụ xuất sắc nhất                               | Mark Wahlberg | Đề cử                    | [ 1 ]     |
| Giải Oscar                               | Kịch bản chuyển thể xuất sắc nhất                             | William Monahan | Đoạt giải                | [ 1 ]     |
| Giải Oscar                               | Dựng phim xuất sắc nhất                                       | Thelma Schoonmaker | Đoạt giải                | [ 1 ]     |
| Hội phê bình phim Mỹ-Phi                 | Top 10 phim của năm                                           | Top 10 phim của năm | Hạng 3                   | [ 2 ]     |
| Hội dựng phim điện ảnh Mỹ (ACE)          | Dựng phim điện ảnh chính kịch xuất sắc nhất                   | Thelma Schoonmaker | Đoạt giải                | [ 3 ]     |
| Nghiệp đoàn chỉ đạo nghệ thuật (ADG)     | Thành tự trong thiết kế sản xuất – Phim đương đại             | Thành tự trong thiết kế sản xuất – Phim đương đại                                                                                               | Đề cử                    | [ 4 ]     |
| Hội phê bình phim Austin                 | Nam diễn viên chính xuất sắc nhất                             | Leonardo DiCaprio | Đoạt giải                | [ 5 ]     |
| Hội phê bình phim Austin                 | Nam diễn viên phụ xuất sắc nhất                               | Jack Nicholson | Đoạt giải                | [ 5 ]     |
| Hội phê bình phim Boston                 | Đạo diễn xuất sắc nhất                                        | Martin Scorsese | Đoạt giải                | [ 6 ]     |
| Hội phê bình phim Boston                 | Phim xuất sắc nhất                                            | | Đoạt giải                | [ 6 ]     |
| Hội phê bình phim Boston                 | Kịch bản xuất sắc nhất                                        | William Monahan | Đoạt giải                | [ 6 ]     |
| Hội phê bình phim Boston                 | Nam diễn viên phụ xuất sắc nhất                               | Mark Wahlberg | Đoạt giải                | [ 6 ]     |
| Hội phê bình phim Boston                 | Dàn diễn viên xuất sắc nhất                                   | Dàn diễn viên xuất sắc nhất | Hạng 2                   | [ 6 ]     |
| Hội phê bình phim Boston                 | Nam diễn viên phụ xuất sắc nhất                               | Alec Baldwin | Hạng 2                   | [ 6 ]     |
| Giải Điện ảnh BAFTA                      | Nam diễn viên chính xuất sắc nhất                             | Leonardo DiCaprio | Đề cử                    | [ 7 ]     |
| Giải Điện ảnh BAFTA                      | Đạo diễn xuất sắc nhất                                        | Martin Scorsese | Đề cử                    | [ 7 ]     |
| Giải Điện ảnh BAFTA                      | Dựng phim xuất sắc nhất                                       | Thelma Schoonmaker | Đề cử                    | [ 7 ]     |
| Giải Điện ảnh BAFTA                      | Phim xuất sắc nhất                                            | Graham King Brad Pitt Brad Grey | Đề cử                    | [ 7 ]     |
| Giải Điện ảnh BAFTA                      | Kịch bản chuyển thể xuất sắc nhất                             | William Monahan | Đề cử                    | [ 7 ]     |
| Giải Điện ảnh BAFTA                      | Nam diễn viên phụ xuất sắc nhất                               | Jack Nicholson | Đề cử                    | [ 7 ]     |
| Hội phê bình phim phát sóng              | Nam diễn viên chính xuất sắc nhất                             | Leonardo DiCaprio | Đề cử                    | [ 8 ]     |
| Hội phê bình phim phát sóng              | Dàn diễn viên xuất sắc nhất                                   | | Đề cử                    | [ 8 ]     |
| Hội phê bình phim phát sóng              | Nhà soạn nhạc xuất sắc nhất                                   | Howard Shore | Đề cử                    | [ 8 ]     |
| Hội phê bình phim phát sóng              | Đạo diễn xuất sắc nhất                                        | Martin Scorsese | Đoạt giải                | [ 8 ]     |
| Hội phê bình phim phát sóng              | Phim xuất sắc nhất                                            | | Đoạt giải                | [ 8 ]     |
| Hội phê bình phim phát sóng              | Nam diễn viên phụ xuất sắc nhất                               | Jack Nicholson | Đề cử                    | [ 8 ]     |
| Hội phê bình phim phát sóng              | Biên kịch xuất sắc nhất                                       | William Monahan | Đề cử                    | [ 8 ]     |
| Hội phê bình phim Trung Ohio             | Đạo diễn xuất sắc nhất                                        | Martin Scorsese | Đoạt giải                | [ 9 ]     |
| Hội phê bình phim Trung Ohio             | Nam diễn viên chính xuất sắc nhất                             | Leonardo DiCaprio | Đoạt giải                | [ 9 ]     |
| Hội phê bình phim Trung Ohio             | Dàn diễn viên xuất sắc nhất                                   | | Đoạt giải                | [ 9 ]     |
| Hội phê bình phim Trung Ohio             | Kịch bản chuyển thể xuất sắc nhất                             | William Monahan | Đoạt giải                | [ 9 ]     |
| Hội phê bình phim Trung Ohio             | Phim xuất sắc nhất                                            | Phim xuất sắc nhất | Hạng 2                   | [ 9 ]     |
| Hội phê bình phim Trung Ohio             | Nam diễn viên của năm                                         | Leonardo DiCaprio | Hạng 2                   | [ 9 ]     |
| Hội phê bình phim Chicago                | Nam diễn viên chính xuất sắc nhất                             | Leonardo DiCaprio | Đề cử                    | [ 10 ]    |
| Hội phê bình phim Chicago                | Quay phim xuất sắc nhất                                       | Michael Ballhaus | Đề cử                    | [ 10 ]    |
| Hội phê bình phim Chicago                | Đạo diễn xuất sắc nhất                                        | Martin Scorsese | Đoạt giải                | [ 10 ]    |
| Hội phê bình phim Chicago                | Phim xuất sắc nhất                                            | | Đoạt giải                | [ 10 ]    |
| Hội phê bình phim Chicago                | Kịch bản chuyển thể xuất sắc nhất                             | William Monahan | Đoạt giải                | [ 10 ]    |
| Hội phê bình phim Chicago                | Nam diễn viên phụ xuất sắc nhất                               | Jack Nicholson | Đề cử                    | [ 10 ]    |
| Hội phê bình phim Dallas-Fort Worth      | Đạo diễn xuất sắc nhất                                        | Martin Scorsese | Đoạt giải                | [ 11 ]    |
| Hội phê bình phim Dallas-Fort Worth      | Phim xuất sắc nhất                                            | Phim xuất sắc nhất | Hạng 2                   | [ 11 ]    |
| Hội phê bình phim Dallas-Fort Worth      | Nam diễn viên chính xuất sắc nhất                             | Leonardo DiCaprio | Hạng 2                   | [ 11 ]    |
| Hội phê bình phim Dallas-Fort Worth      | Top 10 phim của năm                                           | | Hạng 2                   | [ 11 ]    |
| Nghiệp đoàn đạo diễn Hoa Kỳ (DGA)        | Thành tựu đạo diễn xuất sắc trong phim điện ảnh               | Martin Scorsese | Đoạt giải                | [ 12 ]    |
| Giải Empire                              | Phim giật gân xuất sắc nhất                                   | Phim giật gân xuất sắc nhất | Đoạt giải                | [ 13 ]    |
| Giải Empire                              | Nam diễn viên chính xuất sắc nhất                             | Leonardo DiCaprio | Đề cử                    | [ 13 ]    |
| Giải Empire                              | Đạo diễn xuất sắc nhất                                        | Martin Scorsese | Đề cử                    | [ 13 ]    |
| Giải Empire                              | Nữ diễn viên mới xuất sắc nhất                                | Vera Farmiga | Đề cử                    | [ 13 ]    |
| Giải Empire                              | Phim xuất sắc nhất                                            | | Đề cử                    | [ 13 ]    |
| Giải Empire                              | Cảnh phim của năm (Frank and Mr. French interrogate Costigan) | | Đề cử                    | [ 13 ]    |
| Hội phê bình phim Florida                | Đạo diễn xuất sắc nhất                                        | Martin Scorsese | Đoạt giải                | [ 14 ]    |
| Hội phê bình phim Florida                | Phim xuất sắc nhất                                            | | Đoạt giải                | [ 14 ]    |
| Hội phê bình phim Florida                | Kịch bản xuất sắc nhất                                        | William Monahan | Đoạt giải                | [ 14 ]    |
| Hội phê bình phim Florida                | Nam diễn viên phụ xuất sắc nhất                               | Jack Nicholson | Đoạt giải                | [ 14 ]    |
| Giải Quả cầu vàng                        | Nam diễn viên phim chính kịch xuất sắc nhất                   | Leonardo DiCaprio | Đề cử                    | [ 15 ]    |
| Giải Quả cầu vàng                        | Đạo diễn phim điện ảnh chính kịch xuất sắc nhất               | Martin Scorsese | Đoạt giải                | [ 15 ]    |
| Giải Quả cầu vàng                        | Phim điện ảnh chính kịch xuất sắc nhất                        | Phim điện ảnh chính kịch xuất sắc nhất | Đề cử                    | [ 15 ]    |
| Giải Quả cầu vàng                        | Kịch bản chuyển thể xuất sắc nhất                             | William Monahan | Đề cử                    | [ 15 ]    |
| Giải Quả cầu vàng                        | Nam diễn viên phụ xuất sắc nhất                               | Jack Nicholson | Đề cử                    | [ 15 ]    |
| Giải Quả cầu vàng                        | Nam diễn viên phụ xuất sắc nhất                               | Mark Wahlberg | Đề cử                    | [ 15 ]    |
| Giải Grammy                              | Album nhạc nền soundtrack xuất sắc nhất                       | Howard Shore | Đề cử                    |           |
| Hội Cinephile quốc tế                    | Phim xuất sắc nhất                                            | Phim xuất sắc nhất | Hạng 2                   | [ 16 ]    |
| Hội Cinephile quốc tế                    | Nam diễn viên chính xuất sắc nhất                             | Leonardo DiCaprio | Đoạt giải                | [ 16 ]    |
| Hội Cinephile quốc tế                    | Dàn diễn viên xuất sắc nhất                                   | | Đoạt giải                | [ 16 ]    |
| Hội Cinephile quốc tế                    | Kịch bản chuyển thể xuất sắc nhất                             | William Monahan | Đoạt giải                | [ 16 ]    |
| Hội phê bình phim Iowa                   | Đạo diễn xuất sắc nhất                                        | Martin Scorsese | Đoạt giải                |           |
| Giải Điện ảnh Ireland                    | Phim quốc tế xuất sắc nhất                                    | | Đề cử                    |           |
| Giải Điện ảnh Ireland                    | Nam diễn viên quốc tế xuất sắc nhất do khán giả bình chọn     | Leonardo DiCaprio | Đoạt giải                |           |
| Hội phê bình phim Kansas                 | Kịch bản chuyển thể xuất sắc nhất                             | William Monahan | Đoạt giải                | [ 17 ]    |
| Hội phê bình phim Las Vegas              | Đạo diễn xuất sắc nhất                                        | Martin Scorsese | Đoạt giải                | [ 18 ]    |
| Hội phê bình phim Las Vegas              | Dựng phim xuất sắc nhất                                       | Thelma Schoonmaker | Đoạt giải                | [ 18 ]    |
| Hội phê bình phim Las Vegas              | Phim xuất sắc nhất                                            | | Đoạt giải                | [ 18 ]    |
| Hội phê bình phim Luân Đôn               | Đạo diễn của năm                                              | Martin Scorsese | Đề cử                    | [ 19 ]    |
| Hội phê bình phim Luân Đôn               | Nhà sản xuất Anh của năm                                      | Graham King | Đề cử                    | [ 19 ]    |
| Hội phê bình phim Luân Đôn               | Phim của năm                                                  | | Đề cử                    | [ 19 ]    |
| Giải Điện ảnh MTV                        | Phản diện xuất sắc nhất                                       | Jack Nicholson | Đoạt giải                | [ 20 ]    |
| Ủy ban Quốc gia về Phê bình Điện ảnh     | Top 10 phim của năm (#4)                                      | Top 10 phim của năm (#4) | Top 10 phim của năm (#4) | [ 21 ]    |
| Ủy ban Quốc gia về Phê bình Điện ảnh     | Dàn diễn viên xuất sắc nhất                                   | Anthony Anderson Alec Baldwin James Badge Dale Matt Damon Leonardo DiCaprio Vera Farmiga Jack Nicholson Martin Sheen Mark Wahlberg Ray Winstone | Đoạt giải                | [ 21 ]    |
| Ủy ban Quốc gia về Phê bình Điện ảnh     | Đạo diễn xuất sắc nhất                                        | Martin Scorsese | Đoạt giải                | [ 21 ]    |
| Hiệp hội phê bình phim New York          | Đạo diễn xuất sắc nhất                                        | Martin Scorsese | Đoạt giải                | [ 22 ]    |
| Hiệp hội phê bình phim New York          | Phim xuất sắc nhất                                            | Phim xuất sắc nhất | Đề cử                    | [ 22 ]    |
| Hiệp hội phê bình phim New York          | Kịch bản xuất sắc nhất                                        | William Monahan | Đề cử                    | [ 22 ]    |
| Hiệp hội phê bình phim Quốc gia          | Đạo diễn xuất sắc nhất                                        | Martin Scorsese | Hạng 2                   | [ 23 ]    |
| Hiệp hội phê bình phim Quốc gia          | Nam diễn viên phụ xuất sắc nhất                               | Mark Wahlberg | Đoạt giải                | [ 23 ]    |
| Hiệp hội phê bình Oklahoma               | Phim xuất sắc nhất                                            | Phim xuất sắc nhất | Hạng 2                   | [ 24 ]    |
| Hiệp hội phê bình Oklahoma               | Đạo diễn xuất sắc nhất                                        | Martin Scorsese | Đoạt giải                | [ 24 ]    |
| Hiệp hội phê bình phim trực tuyến        | Nam diễn viên chính xuất sắc nhất                             | Leonardo DiCaprio | Đề cử                    | [ 25 ]    |
| Hiệp hội phê bình phim trực tuyến        | Đạo diễn xuất sắc nhất                                        | Martin Scorsese | Đoạt giải                | [ 25 ]    |
| Hiệp hội phê bình phim trực tuyến        | Dựng phim xuất sắc nhất                                       | Thelma Schoonmaker | Đề cử                    | [ 25 ]    |
| Hiệp hội phê bình phim trực tuyến        | Phim xuất sắc nhất                                            | | Đề cử                    | [ 25 ]    |
| Hiệp hội phê bình phim trực tuyến        | Kịch bản chuyển thể xuất sắc nhất                             | William Monahan | Đề cử                    | [ 25 ]    |
| Hiệp hội phê bình phim trực tuyến        | Nam diễn viên phụ xuất sắc nhất                               | Jack Nicholson | Đề cử                    | [ 25 ]    |
| Hiệp hội phê bình phim trực tuyến        | Nam diễn viên phụ xuất sắc nhất                               | Mark Wahlberg | Đề cử                    | [ 25 ]    |
| Nghiệp đoàn nhà sản xuất Hoa Kỳ (PGA)    | Nhà sản xuất điện ảnh của năm                                 | Graham King | Đề cử                    | [ 26 ]    |
| Hiệp hội phê bình phim Phoenix           | Đạo diễn xuất sắc nhất                                        | Martin Scorsese | Đoạt giải                | [ 27 ]    |
| Hiệp hội phê bình phim Phoenix           | Dựng phim xuất sắc nhất                                       | Thelma Schoonmaker | Đoạt giải                | [ 27 ]    |
| Hiệp hội phê bình phim Phoenix           | Nam diễn viên phụ xuất sắc nhất                               | Jack Nicholson | Đoạt giải                | [ 27 ]    |
| Hiệp hội phê bình phim Phoenix           | Kịch bản chuyển thể xuất sắc nhất                             | William Monahan | Đoạt giải                | [ 27 ]    |
| Giải Vệ Tinh                             | Dàn diễn viên phim điện ảnh xuất sắc nhất                     | Dàn diễn viên phim điện ảnh xuất sắc nhất | Đoạt giải                | [ 28 ]    |
| Giải Vệ Tinh                             | Đạo diễn xuất sắc nhất                                        | Martin Scorsese | Đề cử                    | [ 28 ]    |
| Giải Vệ Tinh                             | Phim điện ảnh chính kịch xuất sắc nhất                        | Phim điện ảnh chính kịch xuất sắc nhất | Đoạt giải                | [ 28 ]    |
| Giải Vệ Tinh                             | Kịch bản chuyển thể xuất sắc nhất                             | William Monahan | Đoạt giải                | [ 28 ]    |
| Giải Vệ Tinh                             | Nam diễn viên phụ xuất sắc nhất                               | Leonardo DiCaprio | Đoạt giải                | [ 28 ]    |
| Giải Vệ Tinh                             | Nam diễn viên phụ xuất sắc nhất                               | Jack Nicholson | Đề cử                    | [ 28 ]    |
| Giải Sao Thổ                             | Phim giật gân/hành động/phiêu lưu xuất sắc nhất               | Phim giật gân/hành động/phiêu lưu xuất sắc nhất                                                                                                 | Đề cử                    |           |
| Giải SAG                                 | Dàn diễn viên điện ảnh xuất sắc nhất                          | Anthony Anderson Alec Baldwin Matt Damon Leonardo DiCaprio Vera Farmiga Jack Nicholson Martin Sheen Mark Wahlberg Ray Winstone                  | Đề cử                    | [ 29 ]    |
| Giải SAG                                 | Nam diễn viên phụ xuất sắc nhất                               | Leonardo DiCaprio | Đề cử                    | [ 29 ]    |
| Hiệp hội phê bình phim Đông Nam          | Đạo diễn xuất sắc nhất                                        | Martin Scorsese | Đoạt giải                | [ 30 ]    |
| Hiệp hội phê bình phim Đông Nam          | Phim xuất sắc nhất                                            | | Đoạt giải                | [ 30 ]    |
| Hiệp hội phê bình phim Đông Nam          | Kịch bản chuyển thể xuất sắc nhất                             | William Monahan | Đoạt giải                | [ 30 ]    |
| Spike TV Guys' Choice Awards             | Phim giải trí gangster xuất sắc nhất                          | Phim giải trí gangster xuất sắc nhất | Đoạt giải                |           |
| Hiệp hội phê bình phim St. Louis Gateway | Phim xuất sắc nhất                                            | Phim xuất sắc nhất | Đoạt giải                | [ 31 ]    |
| Hiệp hội phê bình phim St. Louis Gateway | Đạo diễn xuất sắc nhất                                        | Martin Scorsese | Đoạt giải                | [ 31 ]    |
| Hiệp hội phê bình phim St. Louis Gateway | Nam diễn viên chính xuất sắc nhất                             | Leonardo DiCaprio | Đề cử                    | [ 31 ]    |
| Hiệp hội phê bình phim St. Louis Gateway | Nam diễn viên phụ xuất sắc nhất                               | Jack Nicholson | Đề cử                    | [ 31 ]    |
| Hiệp hội phê bình phim St. Louis Gateway | Kịch bản xuất sắc nhất                                        | William Monahan | Đề cử                    | [ 31 ]    |
| Hiệp hội phê bình phim St. Louis Gateway | Quay phim xuất sắc nhất                                       | Michael Ballhaus | Đề cử                    | [ 31 ]    |
| Hiệp hội phê bình phim Toronto           | Đạo diễn xuất sắc nhất                                        | Martin Scorsese | Đề cử                    | [ 32 ]    |
| Hiệp hội phê bình phim Toronto           | Phim xuất sắc nhất                                            | | Đề cử                    | [ 32 ]    |
| Hiệp hội phê bình phim Toronto           | Nam diễn viên phụ xuất sắc nhất                               | Mark Wahlberg | Đề cử                    | [ 32 ]    |
| Hiệp hội phê bình phim Toronto           | Kịch bản xuất sắc nhất                                        | William Monahan | Đề cử                    | [ 32 ]    |
| Hiệp hội phê bình phim Utah              | Phim xuất sắc nhất                                            | Phim xuất sắc nhất | Hạng 2                   | [ 33 ]    |
| Hiệp hội phê bình phim Utah              | Nam diễn viên phụ xuất sắc nhất                               | Mark Wahlberg | Hạng 2                   | [ 33 ]    |
| Hiệp hội phê bình phim Washington D.C.   | Đạo diễn xuất sắc nhất                                        | Martin Scorsese | Đoạt giải                | [ 34 ]    |
| Nghiệp đoàn biên kịch Hoa Kỳ (WGA)       | Kịch bản chuyển thể xuất sắc nhất                             | William Monahan | Đoạt giải                | [ 35 ]    |